# Aldeamayor de San Martín
Aldeamayor de San Martín es un municipio español de la provincia de Valladolid, en la comunidad autónoma de Castilla y León que tiene una población de 6163 habitantes (INE 2024). El pueblo está enclavado en la zona conocida como el Raso de Portillo, que abarcaba en la Edad Media un amplio territorio, dominado desde Portillo, perteneciente a los Condes de Benavente. Pertenece desde el año 1986 a la Comunidad de Villa y Tierra de Portillo, cuya competencia es la administración de bienes, y a la Mancomunidad "Tierra de Pinares", de recogida y tratamiento de residuos sólidos urbanos, y servicios sociales.

## Geografía
Su término municipal se extiende en un terreno bastante llano, salvo en el límite nororiental donde se alza un pequeño páramo. Forma parte de la comarca de Tierra de Pinares. El municipio se alza a 706 metros sobre el nivel del mar y se sitúa a 19 kilómetros de la capital vallisoletana. 
| Noroeste: Boecillo                      | Norte: Tudela de Duero (exclave), La Cistérniga | Noreste: Tudela de Duero |
| Oeste: La Pedraja de Portillo, Boecillo |                                                 | Este: La Parrilla        |
| Suroeste: La Pedraja de Portillo        | Sur: La Pedraja de Portillo, Portillo           | Sureste: Portillo        |

## Historia

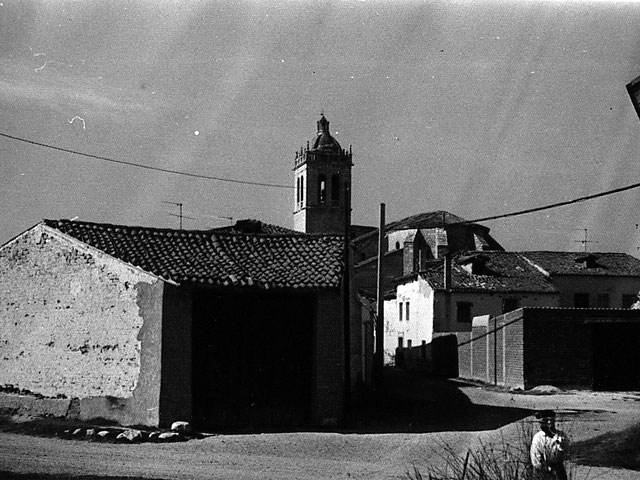
Vista de la localidad, principios del

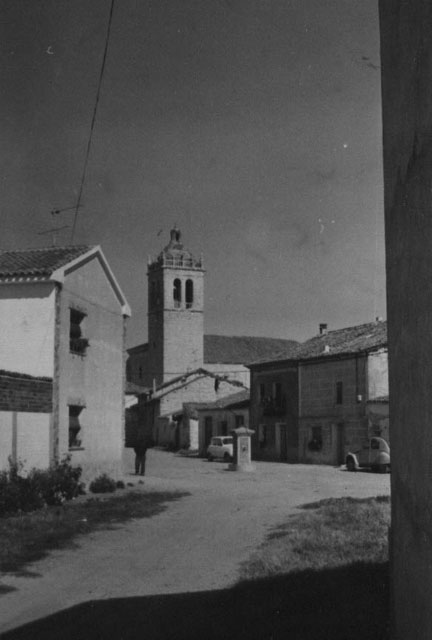
Calle del municipio, mediados del

Se sabe que Aldeamayor tiene una historia extensa en cuanto a asentamientos que se remontan a la primera Edad del Hierro, siendo descubierta recientemente una casa romana de la última época del Imperio romano (s. III o IV). También abundan los restos de poblados y asentamientos visigodos en todo el término municipal de Aldeamayor. La creación de un centro poblacional único se remonta al siglo XIV, cuando se agrupan siete poblados de origen feudal dependientes de Portillo, siendo Aldeamayor el más grande de ellos, por lo que se le dio el nombre de "Aldea-Mayor". Carlos III le otorgó el título de Villa.
En el siglo XIX contaba todavía con la pequeña industria de tres telares que elaboraban telas gruesas de cáñamo, una tahona para moler rubia y otra para moler roña que se empleaba para los curtidos. En este mismo siglo existía al noreste del pueblo un pequeño soto de álamos blancos y negros con una casa de campo todo propiedad del Conde de la Cortina, propietario a su vez de tierras y granja en Fuentes de Duero. Fue un personaje relevante en la historia y política de la España del siglo xix.

## Geografía humana

### Demografía
Cuenta con una población de 6163 habitantes (INE 2024).
| Gráfica de evolución demográfica de Aldeamayor de San Martín entre 1842 y 2021                                                                                                  |
| |
| Población de derecho según los censos de población del INE Población de hecho según los censos de población del INEEn estos censos se denominaba Aldea Mayor: 1842, 1857 y 1860 |

| 1900 | 1910 | 1920 | 1930 | 1940 | 1950 | 1960 | 1970 | 1981 | 1991 | 1996 | 2000 | 2005 | 2010 | 2013 | 2016 | 2019 | 2022 |
| 951  | 1133 | 1104 | 1088 | 1176 | 1218 | 1113 | 977  | 995  | 1071 | 1275 | 1436 | 1962 | 3904 | 4891 | 5077 | 5524 | 5896 |

## Administración y política
| Periodo   | Nombre                                                                    | Partido          |
| --------- | ------------------------------------------------------------------------- | ---------------- |
| 1979-1983 | Bernardo Sanz Manso                                                       | PSOE             |
| 1983-1987 | Bernardo Sanz Manso                                                       | PSOE             |
| 1987-1991 | Luis María Gómez Sanz                                                     | PP               |
| 1991-1995 | Luis María Gómez Sanz                                                     | PP               |
| 1995-1999 | Luis María Gómez Sanz                                                     | PP               |
| 1999-2003 | Luis María Gómez Sanz                                                     | PP               |
| 2003-2007 | Luis María Gómez Sanz – José Luis Sanz Ferrero                            | PP - URCL        |
| 2007-2011 | Bernardo Sanz Manso – Juan José Villalba Pinilla – José Luis Sanz Ferrero | PSOE – PP – URCL |
| 2011-2015 | Bernardo Sanz Manso                                                       | PSOE             |
| 2015-2019 | Fernando de la Cal Bueno                                                  | PSOE             |
| 2019-2023 | Fernando de la Cal Bueno                                                  | PSOE             |
| 2023-act. | Fernando de la Cal Bueno                                                  | PSOE             |

| Partido político                                                    | 2019  | 2019       | 2019 |
| Partido político                                                    | %     | Concejales |      |
| Partido Socialista Obrero Español (PSOE)                            | 38,28 | 6          |      |
| Partido Popular (PP)                                                | 20,74 | 3          |      |
| Candidatura Independiente-Ciudadanos de Centro Democrático (CI-CCD) | 18,14 | 2          |      |
| Ciudadanos-Partido de la Ciudadanía (Cs)                            | 9,43  | 1          |      |
| Izquierda Unida-Toma la palabra (IU)                                | 6,37  | 1          |      |
| VOX                                                                 | 5,37  | 0          |      |

## Patrimonio

### Iglesia parroquial de San Martín de Tours

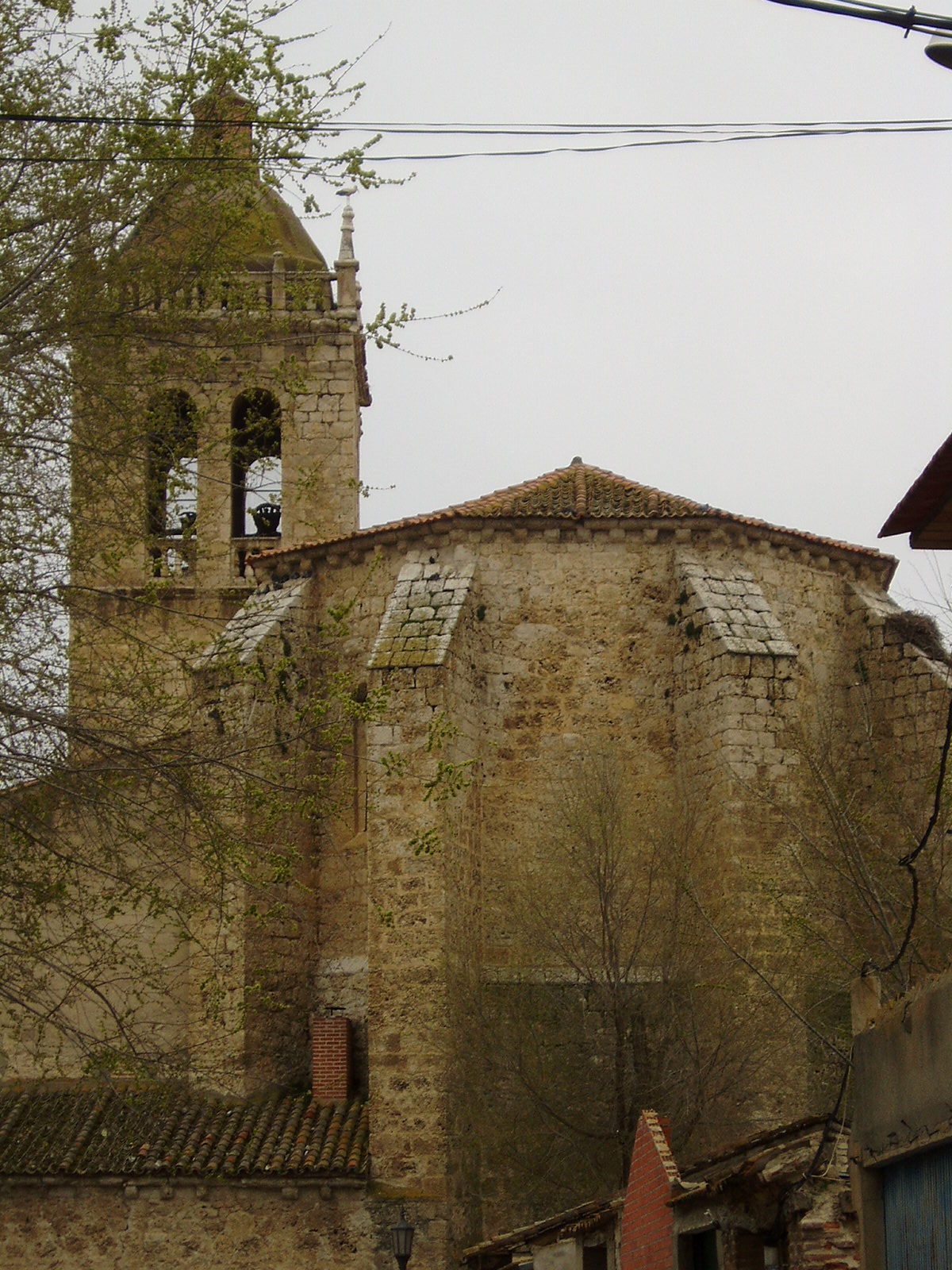
Iglesia de San Martín de Tours

Dedicada a San Martín de Tours, es un edificio de dos naves, construido en piedra de las canteras de tierra de Cuéllar.
En su construcción se distinguen varias etapas y distintos estilos arquitectónicos. A finales del siglo XV se construyeron la cabecera y la capilla contigua, de Santa Catalina, fundada en 1496 por el bachiller Juan Bartolomé, cura del municipio y arcipreste de Fuentidueña.
La segunda etapa se emprendió durante la segunda mitad del siglo XVI, pero las obras avanzaban lentamente, ya que a comienzos del siglo XVII todavía se estaban construyendo las naves, y en 1623 estaba por terminar el cuerpo de la iglesia. Durante este periodo trabajaron en su construcción varios maestros, documentándose en 1598 varios pagos a Francisco del Bado; en 1610, el maestro cantero Pedro de la Vega reemplaza a de los Corrales.

### Humilladero de San Roque

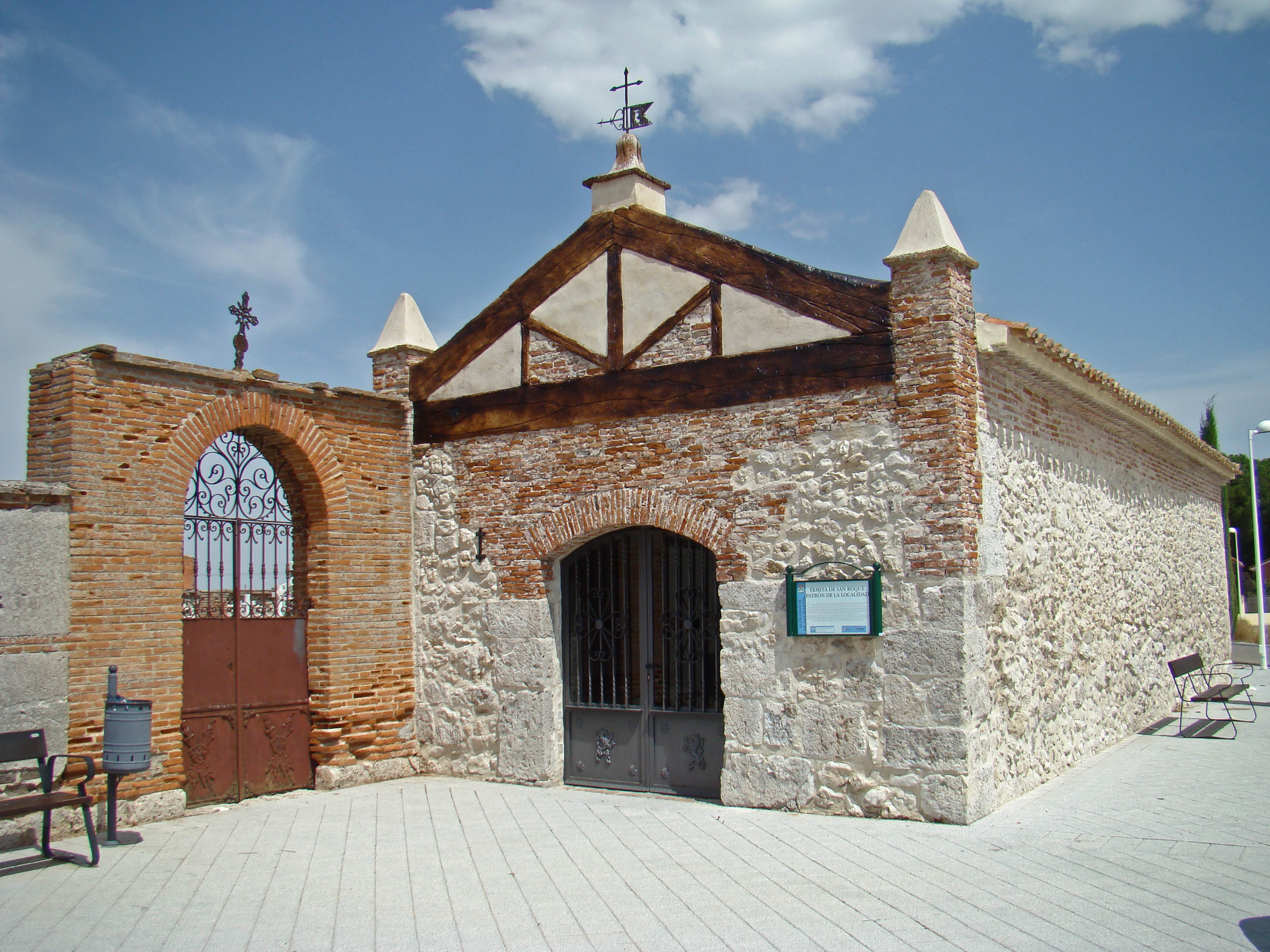
Humilladero de San Roque en mampostería y ladrillo, sin encalar

Existieron dos humilladeros y una ermita: Humilladero de San Roque, humilladero del Santo Cristo y ermita de Nuestra Señora de Compasco. Se conserva esta última y el humilladero de San Roque.
El humilladero de San Roque se situó en el antiguo camino de Valladolid. Con el tiempo se olvidó su función estratégica de humilladero y se convirtió en una ermita donde se viene celebrando la romería y festejo en honor de este santo, durante varios días cercanos al 16 de agosto, festividad de San Roque. Es también la capilla del cementerio que se adosó al edificio en el siglo XIX.
El edificio es de planta rectangular siendo su eje perpendicular al camino. Está construido con mampostería y verdugadas de ladrillo (también llamadas hiladas). En su acabado se incluía el encalado o enfoscado que, dependiendo de las épocas y las modas, se levanta dejando ver los materiales de construcción o se aplica. El tejado es a tres aguas y en el interior tiene cubierta de madera. La fachada tiene pilastras en los flancos, coronadas por pirámides y arriba en el centro se remata por piñón. El interior es sencillo, con un pequeño retablo rococó donde está colocada la imagen de San Roque salvo los días de su fiesta en que la trasladan a la iglesia de San Martín hasta devolverla a su espacio el día de mayor festejo y romería.

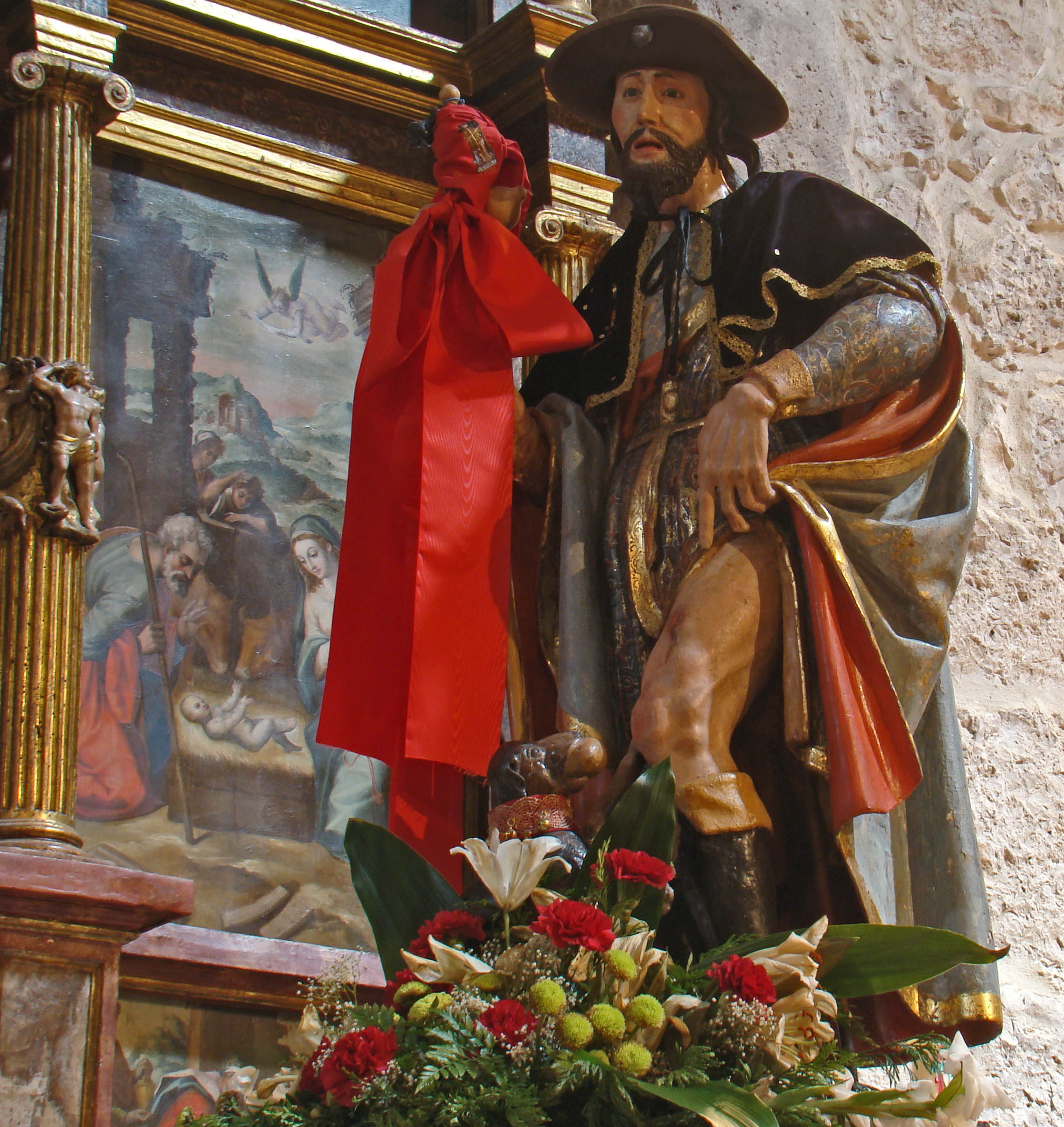
Imagen de San Roque
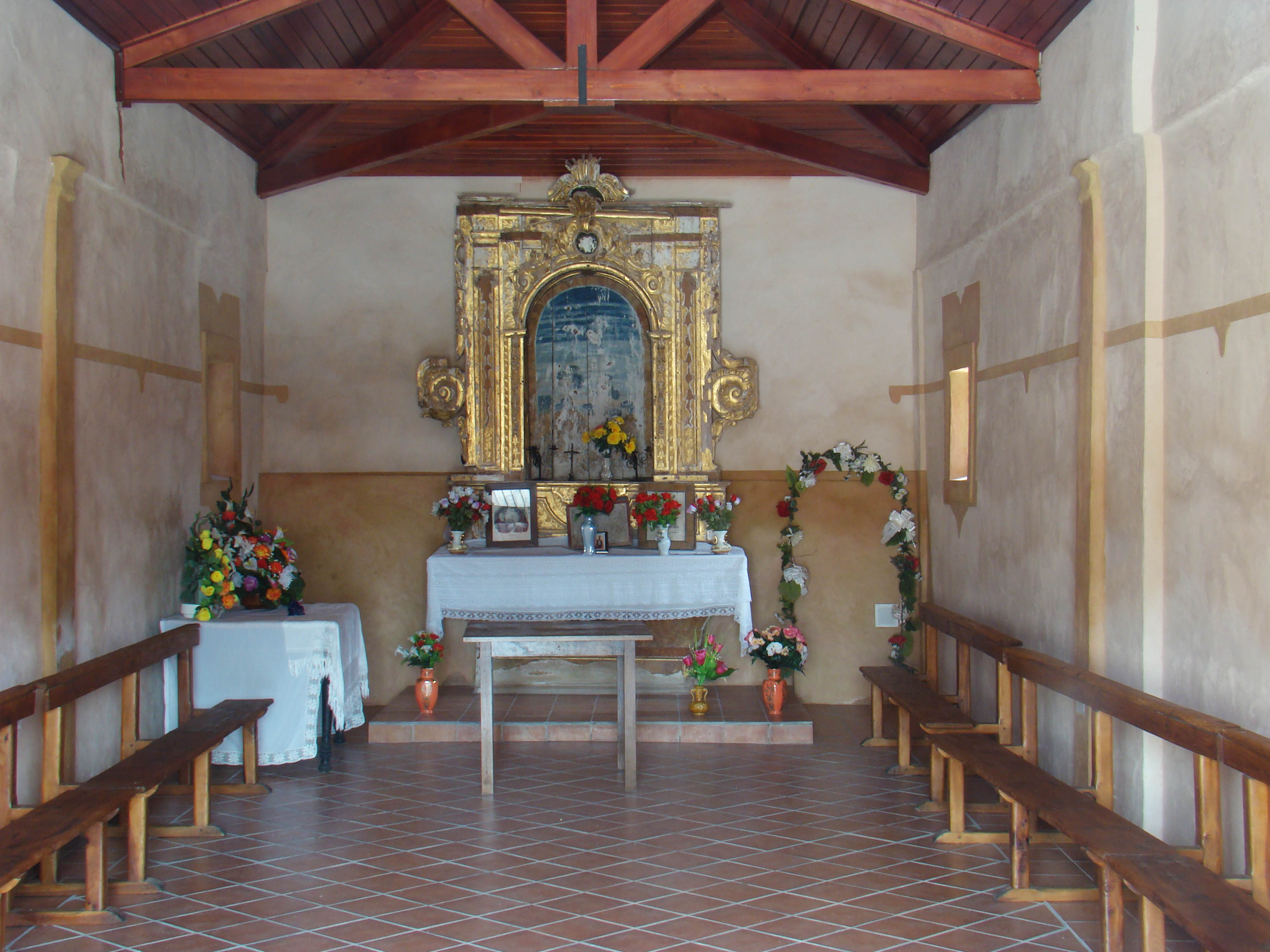
Interior del humilladero de San Roque

### Ermita de Nuestra Señora de Compasco

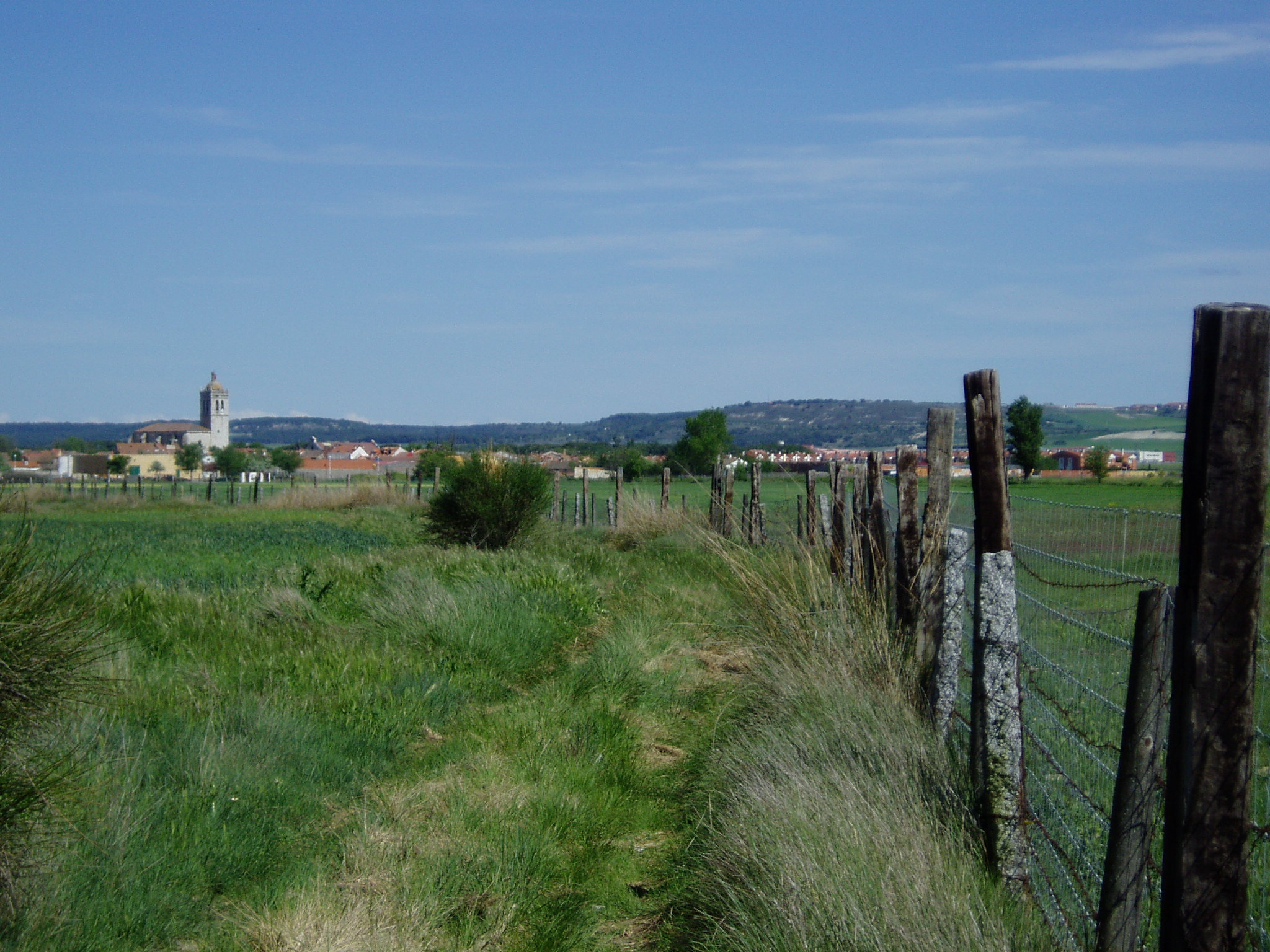
Vallado de El Raso de Portillo con Aldeamayor de San Martín al fondo

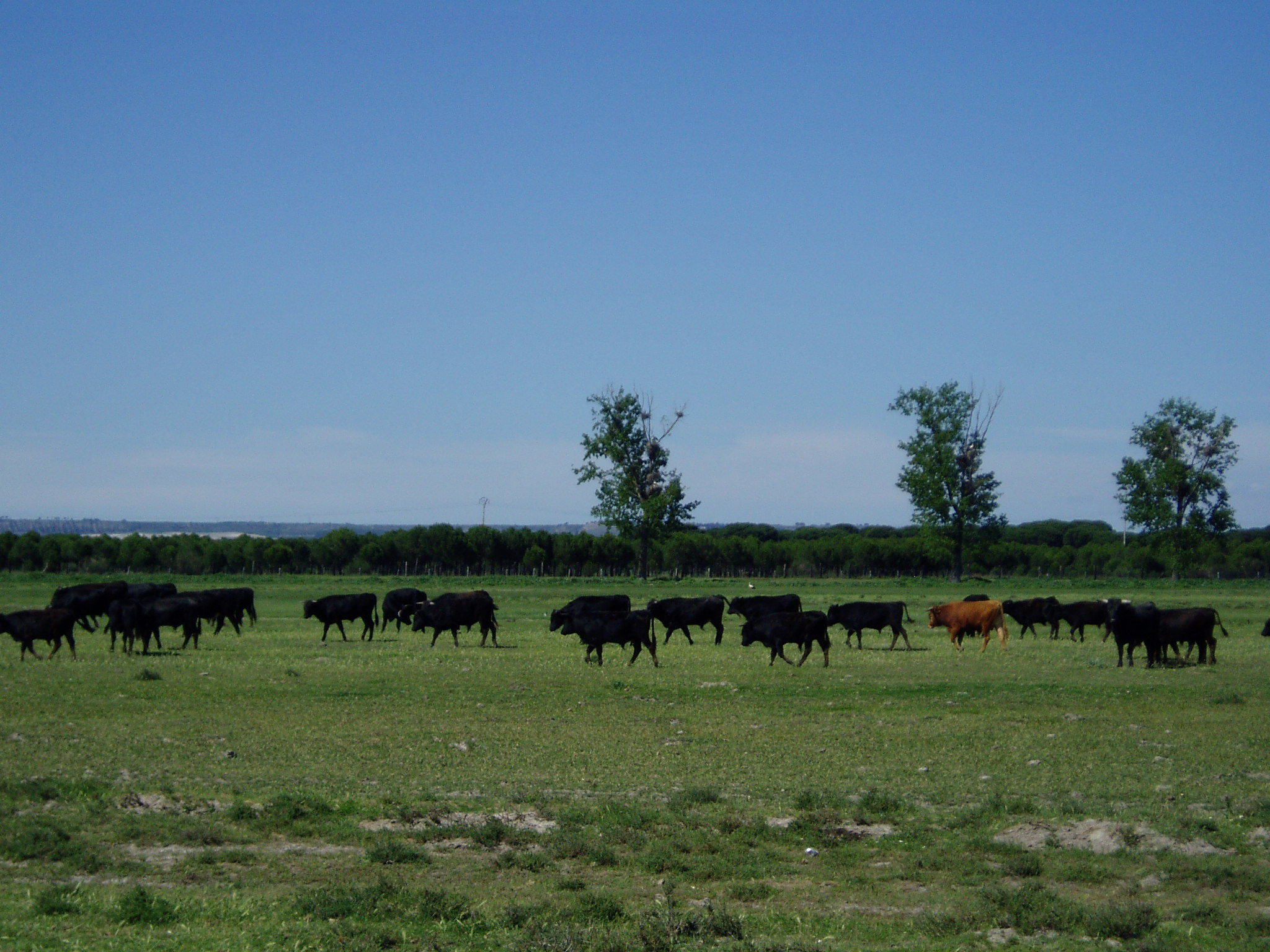
Reses bravas en la ganadería El Raso de Portillo, Salgüeros de Aldeamayor

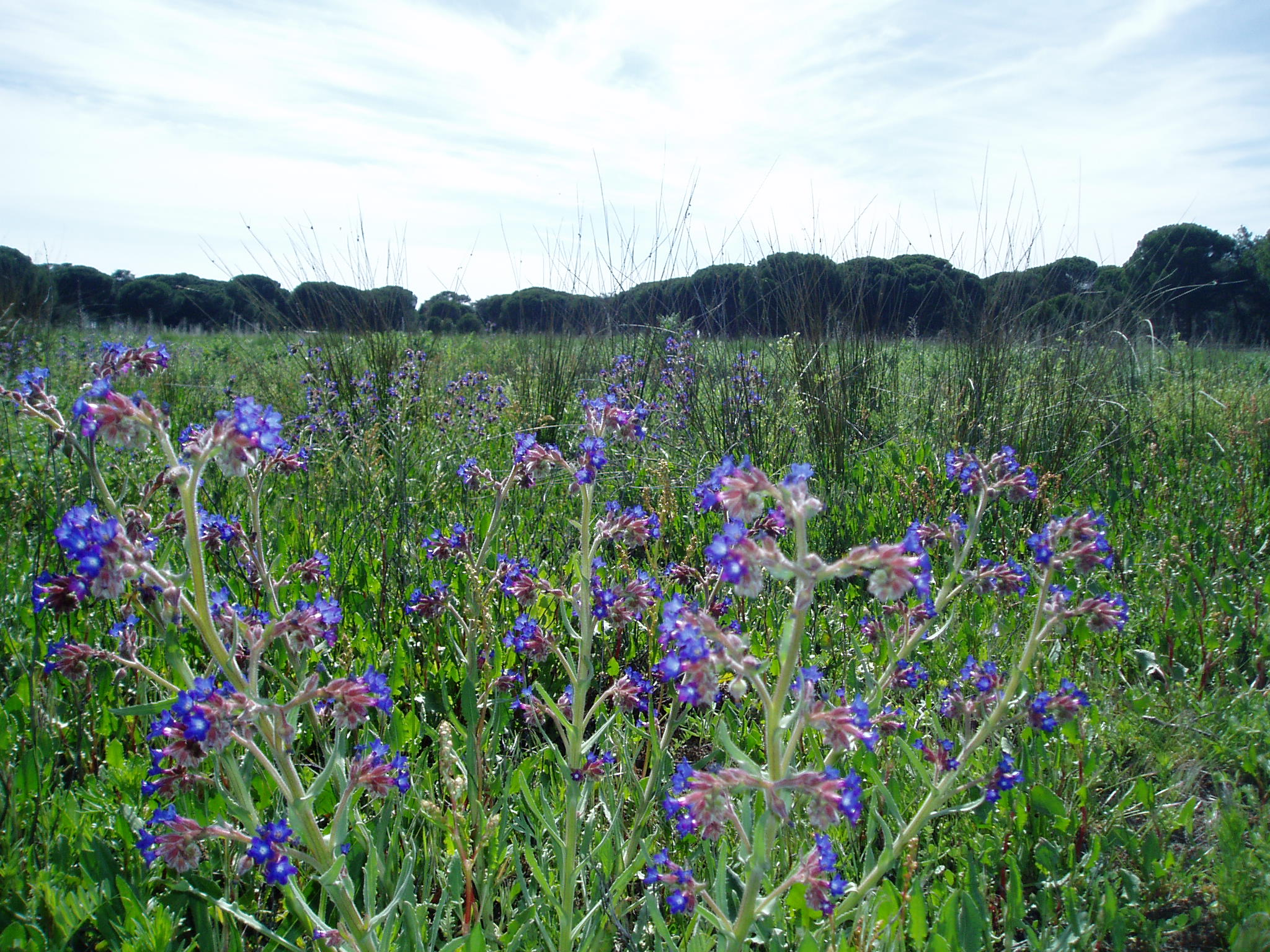
Paraje inundable de la Laguna del Suero en los salgüeros

Esta ermita se encuentra a cuatro km de Aldeamayor por la carretera que llega a Tudela de Duero. Nuestra Señora de Compasco es la patrona del municipio. En su interior se venera la imagen de una Virgen con Niño, románica. La ermita está situada en un espacio natural entre pinares representativo de la Comarca de Tierra de Pinares. El entorno forma parte de una ruta de senderismo denominada "Donde los pinos sueñan"  Cercano a la ermita se alza un majestuoso pino de la especie pinus pinea o pino piñonero llamado Pino Carranza o de la Tía Hilaria ; destaca del resto por su perímetro de 3,85 metros y una altura aproximada de 22 metros. Anualmente se celebran dos romerías, una el 13 de mayo y otra el primer domingo de septiembre que es la fiesta patronal en que tradicionalmente hay danzas y subasta de ofrendas.